# Krooklopit
Krooklopit är en ögrupp i Finland.   Den ligger i kommunen Nystad i den ekonomiska regionen Nystadsregionen och landskapet Egentliga Finland, i den sydvästra delen av landet, 210 km väster om huvudstaden Helsingfors.
I ögruppen som är någon kvadratkilometer ingår fem huvudöar: Tiironkari, Pitkäkari, Haminakari, Pihlavakari och Verkoletto. Öarna är i huvudsak naturskyddsområde.